# Spacehab

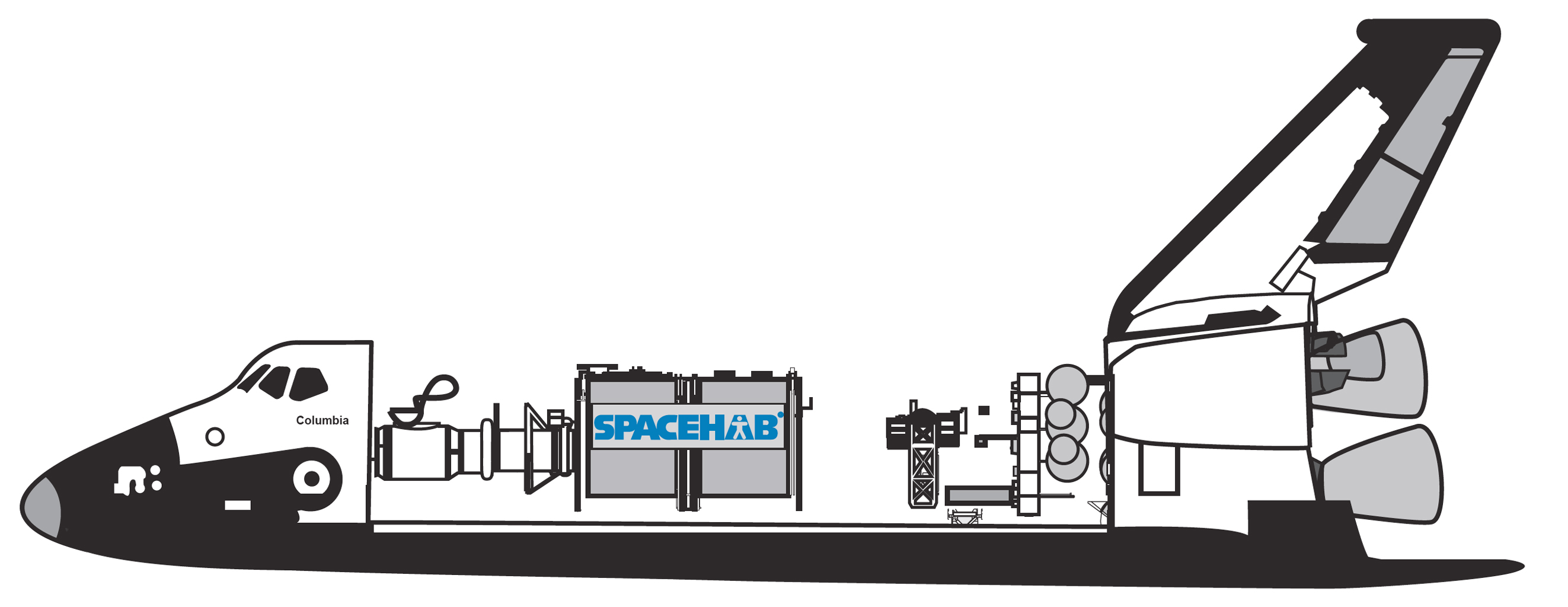
Schéma de la navette spatiale avec le module Spacehab.

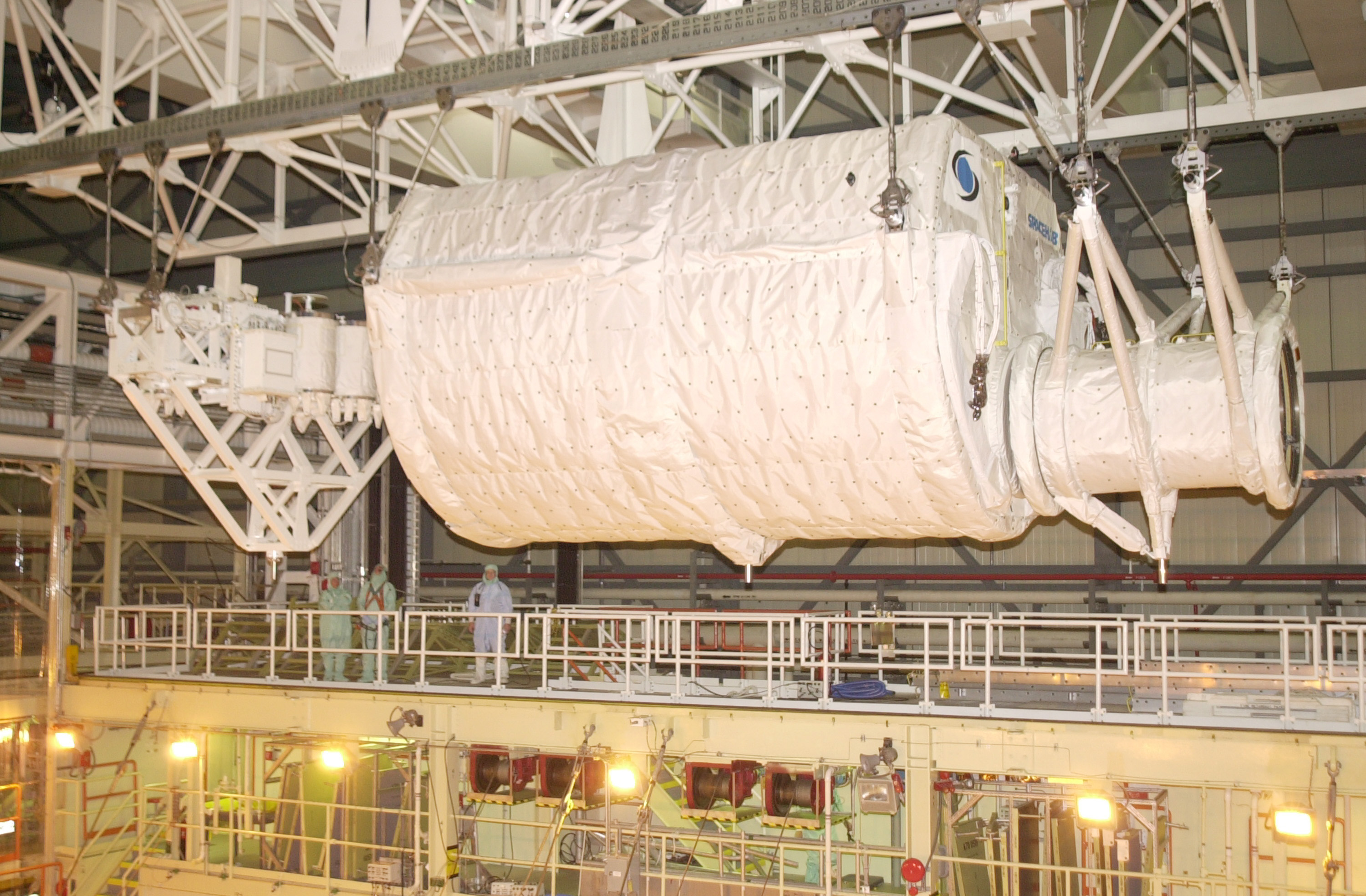
Le Spacehab Research Double Module lors de l'installation dans l'espace de chargement de la navette spatiale pour la mission STS-107.

Le SpaceHab (ou SPACEHAB) est un module pour la navette spatiale américaine qui sert à la fois de laboratoire spatial et permet également de transporter du fret à destination de la Station spatiale internationale. Il est construit au milieu des années 1980 par l'entreprise privée américaine Spacehab Inc. située à Webster au Texas. Spacehab Inc. est acheté par Astrotech Corporation en 2009. 
Initialement, le Spacehab est conçu pour accroître la place disponible à bord de la navette pour des expériences scientifiques. Il s'agit donc d'une extension de la cabine de la navette spatiale. Le premier vol du module Spacehab a lieu durant l'été 1993, dans le cadre de la mission STS-57. 
Semblable au Spacelab européen, le module offre à l'extérieur du module pressurisé des plates-formes ouvertes (simple ou double) appelées Integrated Cargo Carrier (ICC), qui sont solidaires du plancher de la baie cargo de la navette spatiale. 
La dernière utilisation du Spacehab a lieu au cours la mission STS-118 en août 2007.

## Liste des missions ayant utilisé Spacehab
| Code    | Date                   | Navette   | Objectif                | Module utilisé |
| ------- | ---------------------- | --------- | ----------------------- | -------------- |
| STS-57  | Juin/juillet 1993      | Endeavour | --                      | SM             |
| STS-60  | Février 1994           | Discovery | Wake Shield Facility    | SM             |
| STS-63  | Février 1995           | Discovery | Mir-Rendez vous         | SM             |
| STS-76  | Mars 1996              | Atlantis  | Mir-Couplage            | SM             |
| STS-77  | Mai 1996               | Endeavour | SPARTAN                 | SM             |
| STS-79  | Septembre 1996         | Atlantis  | Mir-Couplage            | LDM            |
| STS-81  | Janvier 1997           | Atlantis  | Mir-Couplage            | LDM            |
| STS-84  | Mai 1997               | Atlantis  | Mir-Couplage            | LDM            |
| STS-86  | Septembre/octobre 1997 | Atlantis  | Mir-Couplage            | LDM            |
| STS-89  | Janvier 1998           | Endeavour | Mir-Couplage            | LDM            |
| STS-91  | Juin 1998              | Discovery | Mir-Couplage            | SM             |
| STS-95  | Octobre/novembre 1998  | Discovery | HST-Test de maintenance | SM             |
| STS-96  | Mai/juin 1999          | Discovery | ISS-Couplage            | LDM + ICC      |
| STS-101 | Mai 2000               | Atlantis  | ISS-Couplage            | LDM + ICC      |
| STS-106 | Septembre 2000         | Atlantis  | ISS-Couplage            | LDM + ICC      |
| STS-102 | Mars 2001              | Discovery | ISS-Couplage            | ICC + ESP-1    |
| STS-105 | août 2001              | Discovery | ISS-Couplage            | ICC            |
| STS-107 | Janvier/février 2003   | Columbia  | Recherche               | RDM            |
| STS-114 | Juillet/août 2005      | Discovery | ISS-Couplage            | ESP-2          |
| STS-121 | Juillet 2006           | Discovery | ISS-Couplage            | ICC            |
| STS-116 | Décembre 2006          | Discovery | ISS-Couplage            | LSM + ICC      |
| STS-118 | août 2007              | Endeavour | ISS-Couplage            | LSM + ESP-3    |

## Sources
- (de) Cet article est partiellement ou en totalité issu de l’article de Wikipédia en allemand intitulé « Spacehab » (voir la liste des auteurs).